# Selezione della città organizzatrice dei Giochi della XXXII Olimpiade

La bandiera ufficiale dei Giochi Olimpici.

La selezione della città organizzatrice dei Giochi della XXXII Olimpiade si è conclusa il 7 settembre 2013 a Buenos Aires, in una sessione plenaria del Comitato Olimpico Internazionale, con la designazione della città di Tokyo. Fu deciso che la capitale giapponese avrebbe osputato  i Giochi per la seconda volta, dopo aver organizzato quelli del 1964.

## Calendario assegnazione
Il processo di selezione della città ospitante è stato approvato dal Comitato Olimpico Internazionale (CIO) come segue:
- 2011:
  - 16 maggio - Il CIO emette le lettere di invito ai vari Comitati Nazionali Olimpici (CNO) per la presentazione delle candidature;
  - 1º settembre - Termine ultimo per la presentazione delle candidature delle città interessate ad ospitare le olimpiadi estive del 2020;
  - Ottobre - CIO terrà un seminario informativo con i comitati nazionali che hanno presentato una candidatura;
- 2012:
  - 15 febbraio - Presentazione delle domande e delle lettere di garanzia e impegno al CIO;
  - Maggio - La Commissione Esecutiva del CIO seleziona tra le città candidate quelle che saranno riconosciute come candidature ufficiali.
- 2013:
  - Gennaio - Presentazione della documentazione ufficiale di gara;
  - Marzo e aprile - Periodo di visita della commissione di valutazione del CIO nelle città candidate;
  - Giugno - Rapporto valutativo della commissione di valutazione del CIO;
  - 7 settembre - Elezione della città ospitante dei Giochi della XXXII Olimpiade.

## Votazione finale
La votazione finale si è svolta a Buenos Aires, Argentina, il 7 settembre 2013, durante la 125ª sessione del CIO.
| Città    | Nazione  | 1° Votazione | Spareggio | 2° Votazione |
| Tokyo    | Giappone | 42           | —         | 60           |
| Istanbul | Turchia  | 26           | 49        | 36           |
| Madrid   | Spagna   | 26           | 45        | —            |

## Città candidate

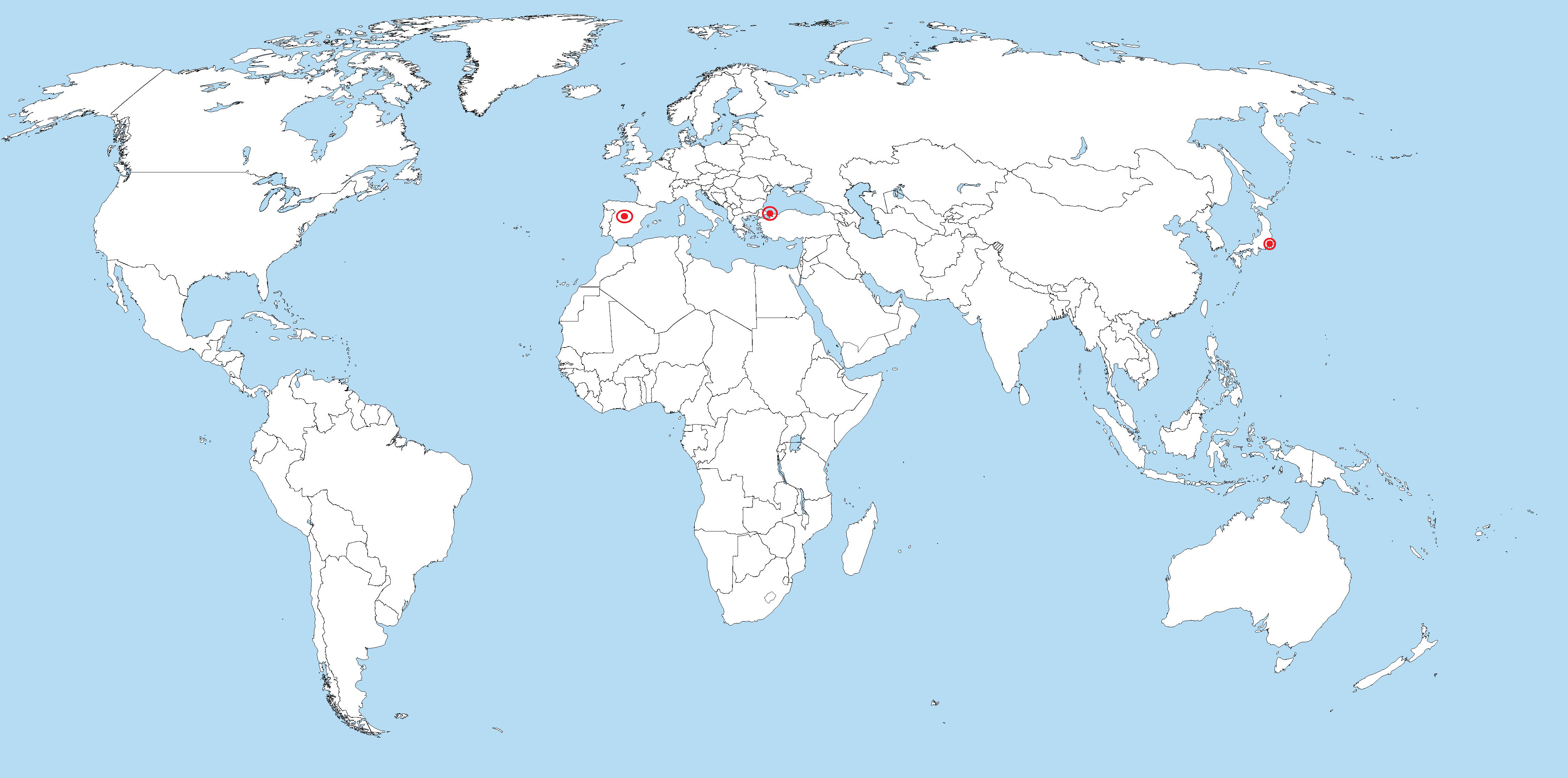
Le 3 città (Madrid, Istanbul e Tokyo) rimaste in corsa per ospitare i Giochi della XXXII Olimpiade.

Le seguenti città si sono formalmente presentate, tramite i rispettivi Comitati Olimpici Nazionali, e sono ufficialmente in corsa per ospitare i Giochi estivi del 2020:

### Istanbul, Turchia
Candidata dal TMOK il 7 luglio 2011 e successivamente confermata il 24 luglio 2011. Infine il 13 agosto il premier Erdogan ha ufficialmente dichiarato Istanbul come candidata.

### Madrid, Spagna
Candidata dal COE il 1º giugno 2011 e confermata ufficialmente dal governo il 12 luglio 2011.

### Tokyo, Giappone
Candidata dal Comitato Olimpico Giapponese il 16 luglio 2011.

## Candidature non selezionate dal CIO
Oltre alle suddette città, si erano ufficialmente candidate, ma in seguito non selezionate dal CIO il 23 maggio 2012:
- Baku, Azerbaigian[8]
- Doha, Qatar

## Candidature non confermate

### America
- Birmingham, USA

La candidatura è portata avanti dal sindaco Larry Langford e da Ron Creel, presidente dell'Alabama Sports Festival ed ex membro dell'U.S. Olympic Committee Board. Secondo il Birmingham News la paternità dell'idea sarebbe del governatore John Rogers, che nel 2005 la fece sua e fece in modo da costruire un moderno stadio a Birmingham. Creel sarebbe il capo del gruppo che esplorerà le possibilità della città nell'ottenere l'organizzazione dei Giochi, coinvolgendo in questo progetto tutta l'area regionale, dove ci sono attori importanti come ad esempio la University of Alabama.
- Lima, Perù

L'annuncio è stato dato dal presidente Alan García Pérez; secondo l'Associated Press il governo peruviano avrebbe già stanziato un budget per perseguire questo obiettivo. L'idea è portata avanti anche dal presidente dell'Istituto peruviano per lo sport, Arturo Woodman, che ha presentato una candidatura anche per i Giochi panamericani 2015.
- Minneapolis, USA
- Monterrey, Messico

### Europa
- Budapest,  Ungheria

Il comune della capitale ungherese approvò una bozza di bilancio per la candidatura.
- San Pietroburgo, Russia

La candidatura è stata annunciata dal governatore Valentina Matviyenko in un'intervista a Ekho Moskvy, proponendola come motore per lo sviluppo della città.
- Valencia, Spagna [14]

### Oceania
- Hobart, Australia

Partita come uno scherzo, la candidatura del capoluogo della Tasmania prese corpo per mano dell'Hobart Organising Committee for the Olympic Games, animato da due conduttori radiofonici locali. Il Comitato olimpico nazionale restò a lungo in attesa di un'iniziativa ufficiale del governo locale tasmano, senza esito.

## Candidature ritirate

### Europa
- Roma, Italia
- Venezia, Italia

Le città vennero ufficialmente candidate dal CONI il 19 maggio 2010, ma ad inizio 2012, la scelta finale del governo italiano presieduto da Mario Monti ha portato a un "NO" per mancanze di strutture sportive adeguate ad ospitare un'Olimpiade.
- Parigi, Francia

Dopo l'insuccesso della candidatura per il 2012 Parigi ha deciso di rinunciare alla sua candidatura.
- Praga, Repubblica Ceca

Dopo l'esclusione dalle finaliste per il 2016, la capitale ceca sembrava una delle più accreditate concorrenti per le edizioni 2020 o 2024. Dopo numerose dichiarazioni di scetticismo da parte sia del sindaco Pavel Bem sia del premier Mirek Topolánek, il 16 giugno 2009 il consiglio cittadino ha deciso all'unanimità la cancellazione dei preparativi per la candidatura a causa della mancanza di fondi.
- Copenaghen, Danimarca
- Bucarest, Romania
- Lisbona, Portogallo
- Porto, Portogallo

### Africa
- Città del Capo, Sudafrica
- Durban, Sudafrica [17]

La città ha ospitato il congresso del CIO nel 2011, in un momento chiave per lo sport del paese, ad un anno di distanza dai Mondiali di calcio; la scelta stessa di far tenere in città questa riunione è un passo per le ambizioni cittadine nell'organizzazione di grandi eventi sportivi.

### Asia
- Busan, Corea del Sud . La Corea si ritira dall'ospitare i Giochi del 2020 in seguito all'assegnazione dei Giochi invernali del 2018 a Pyeongchang.
- Delhi, India

La metropoli indiana cercherà di sfruttare il ritorno d'immagine ricavato dai Commonwealth Youth Games e dai Giochi del Commonwealth, entrambi tenuti in India nel 2010, come dichiarato dal presidente del comitato organizzatore di queste manifestazioni, Suresh Kalmadi.
- Dubai, Emirati Arabi Uniti

Lo sceicco Mohammed bin Rashid ha dichiarato la costituzione di un gruppo di lavoro nel giugno 2009 per esaminare la possibilità di una candidatura da combinare possibilmente con quella per l'Esposizione Universale.

## Candidature bocciate
- Hiroshima e Nagasaki, Giappone

Poco dopo la presentazione dell'idea di candidatura congiunta delle due città, Gilbert Felli, direttore esecutivo del Comitato Olimpico Internazionale, ha consigliato di proporne una disgiunta per una delle due città garantendo comunque qualche gara anche in quella esclusa.
Nonostante questo responso, stando a quanto affermato dal sindaco di Nagasaki, Tomihisa Taue, il progetto procede e quando arriverà una comunicazione ufficiale dal CIO le due città prenderanno le giuste misure. Sull'argomento momentaneamente il governo giapponese ha scelto di non prendere posizione.